# Saint-Pierre-de-Bressieux
 Saint-Pierre-de-Bressieux  es una población y comuna francesa, en la región de Ródano-Alpes, departamento de Isère, en el distrito de Grenoble y cantón de Saint-Étienne-de-Saint-Geoirs.

## Demografía
| 562 | 543 | 508 | 592 | 621 | 627 |
| Para los censos de 1962 a 1999 la población legal corresponde a la población sin duplicidades (Fuente: INSEE [Consultar]) |     |     |     |     |     |